# Inamovibilité
En droit, l'inamovibilité est la protection dont jouissent les juges contre les changements arbitraires de poste par le pouvoir exécutif, au cas où celui-ci serait insatisfait des jugements rendus par un juge. Cette protection existe dans de nombreux systèmes juridiques.

## Droit des pays de common law
Dans les États de common law, l'origine de la l'inamovibilité remonte à l'Act of Settlement de 1701. Dans le Renvoi relatif à la rémunération des juges de la Cour provinciale de l'Île-du-Prince-Édouard, la Cour suprême du Canada affirme que ce principe fait partie de la Constitution du Canada par l'intermédiaire du préambule de la Loi constitutionnelle de 1867. De plus, l'art. 99 LC 1867 prévoit qu'il est impossible de  révoquer un juge sans au préalable tenir un vote au Sénat et à la Chambre des communes après une recommandation du Conseil de la magistrature
Avant l'entrée en vigueur de l'Act of Settlement, l'inamovibilité n'existait pas en droit britannique, comme l'illustre la démission forcée du juge Edward Coke en 1616 après que celui-ci eut posé des limites au pouvoir royal dans l'arrêt des Proclamations et l'arrêt Dr. Bonham.

## Droit français
Selon le dernier alinéa de l'article 64 de la Constitution du 4 octobre 1958, « les magistrats du siège sont inamovibles ».
L'inamovibilité des juges du siège a donc une valeur constitutionnelle et supra-législative. Le principe ne s'applique pas aux magistrats du ministère public (procureurs et procureurs généraux).
Lors de l'épuration de la fonction publique par les républicains à la fin du XIXe siècle, le législateur français aurait cependant choisi d'ignorer le principe de l'inamovibilité de la magistrature du siège.